# فرانسیس بلامی
فرانسیس بلامی (انگلیسی: Francis Bellamy; ۱۸ مهٔ ۱۸۵۵ – ۲۸ اوت ۱۹۳۱) پدیدآور، ویراستار، سیاستمدار سوسیالیست مسیحی اهل ایالات متحده آمریکا بود، که نویسنده نخستین نسخه از تعهد تابعیت ایالات متحده می‌باشد.